# Ipoperfusione
Per ipoperfusione s'intende un apporto inadeguato di sangue a un organo o estremità come il cervello o le dita. Se persiste, può causare la privazione di ossigeno e può anche privare i tessuti di nutrimento. Ciò può causare la morte dei tessuti o la formazione di lesioni. Spesso si parla di ipoperfusione cerebrale, una riduzione del flusso ematico cerebrale, che fa arrivare al cervello solo una parte del sangue che gli serve.